# Tell Shemshara
Tell Shemshara is een tell of nederzettingsheuvel gelegen aan de voormalige Kleine Zab in het gouvernement Suleimaniya in noordoost Irak. Van 1957 tot 1959 vonden er opgravingen plaats op Shemshara, uitgevoerd door Deense en Iraakse archeologen met oog op overstromingsgevaar van de nieuwe Dukandam die in 1959 operationeel werd. De site was lange tijd geacht volledig verdwenen te zijn in het Dukanmeer, maar dit bleek echter niet het geval. De site wordt jaarlijks overstroomd (met name in de herfst en winter) waardoor naar verwachting c. 1,5-2 m³ grond afkalft. Wanneer het water laag staat is het mogelijk om op te graven. Opgravingen te Shemshara werden hervat in 2012 door het Nederlandse Instituut voor het Nabije Oosten (NINO) onder leiding van Dr. Jesper Eidem.
De opgravingen hebben aangetoond dat Shemshara bewoond was, zij het niet continu, van de Hassunaperiode (het vroege 6e millennium v.Chr.) tot in de 14e eeuw n.Chr.

## Neolithicum
Er is veel afslag van de vervaardiging van stenen werktuigen gevonden voornamelijk van de periode 7700-7100 v.Chr..
De afslag is ofwel hoornsteen (ca. 20%) ofwel obsidiaan (80%). De vindplaats Bestansur levert vrijwel het omgekeerde percentage. Het hoge percentage obsidiaan is waarschijnlijk het gevolg van de kortere afstand van Shimshara tot de vindplaatsen van obsidiaan in Anatolië. Een andere nabijgelegen vindplaats Qalat Said Ahmadan toont ook minder obsidiaan, mogelijk omdat de nederzetting daar wat vroeger was of dat Shimshara dichter bij de handelsroutes van die tijd lag.
Van zowel de hoornsteen als de obsidiaan zijn metingen van de samenstelling naar chemische elementen door middel van pXRF uitgevoerd, gevolgd door lineairediscrimenantananalyse. Samen met een karakterisering van de kleur maakt dit het mogelijk een idee van de herkomst van de ruwe steen te verkrijgen. Vrijwel alle obsidiaan in Shimshara is zwart/grijs/groen van kleur. Slechts 0,4% is duidelijk groen. Er zijn een aantal bronnen van obsidiaan in Anatolië, zoals Suphan, Nemrut. Bingöl en Sarikamis. Nemrut Dağ bleek de voornaamste bron en er is minder dan 5% van Bingöl B.

## Bronstijd
Een klein archief van kleitabletten daterend uit de Midden Bronstijd (vroege 2e millennium v.Chr.) en gevonden in Shemshara liet zien dat de tell destijds Shusharra genoemd werd. Shusharra was de hoofdstad van een klein, semi-onafhankelijk staatje dat māt Utêm ofwel land van de poortwachter werd genoemd werd, vermoedelijk met oog op de nauwe pas door de bergen ten oosten van de site (Darband i-Ramkhan). Dit gebied werd begin 18e eeuw v.Chr. geregeerd door een man genaamd Kuwari. In zijn tijd maakten de Turukku de streek onveilig met hun strooptochten op zoek naar voedsel. Hij correspondeerde daarover, waarschijnlijk met Išme-Dagan van Ekallatum.